# Karhun kansa
Karhun Kansa est une communauté religieuse qui s’appuie sur les traditions spirituelles indigènes de la Finlande. Cette communauté a été officiellement reconnue par l’État finlandais en décembre 2013,.

## Présentation
« Karhun Kansa » signifie « Peuple de l’ours » en finnois. L’ours, qui est, dans les croyances traditionnelles finlandaises, l’animal le plus sacré, est considéré comme l’ancêtre primordial de l’humanité tout entière.
Karhun Kansa fait partie du suomenusko (littéralement « foi finlandaise »), ce mouvement de renouveau contemporain de la religion polythéiste présente en Finlande avant l’avènement du christianisme dans la région. 
Néanmoins ce terme ne fait pas l’unanimité, et certains membres de Karhun Kansa lui préfèrent celui de väenusko. 
Celui-ci dérive du mot « väki » qui peut tout aussi bien désigner le peuple que les puissances invisibles qui peuplent la mythologie finnoise.

## Célébrations annuelles
Les rites conduits tout au long de l’année par les membres de Karhun Kansa peuvent varier selon les traditions individuelles ou familiales,.
Néanmoins, en tant que communauté, Karhun Kansa organise quatre grands rassemblements par an :
- Kekri, fin octobre - début novembre
- Talvennapa ("cœur de l'hiver", littéralement "le nombril de l'hiver"), à la mi-janvier
- Ukonvakka (également Hela ou Toukojuhla), pendant le mois de mai
- Karhujuhla (ou "Fête de l'Ours" en français), le 13 juillet

Kekri, qui célèbre la générosité de la nature lors de la saison des moissons qui s’achève, est généralement l’occasion de grands festins. Il s’agit également d’un temps dévolu à la mémoire des proches et des parents défunts ; de fait, on y sacrifie de la nourriture pour les morts et les ancêtres. Kekri marque la fin de l’année et le début de l’hiver.
Talvennapa célèbre le milieu de l’hiver, c’est-à-dire le moment où l’ours est censé « se retourner » dans sa tanière. Le soleil regagne du terrain sur les ténèbres et les jours ne cessent dès lors de s’allonger. Rites et chants accompagnent les cérémonies de Talvennapa et des lumières particulières sont allumées.
Ukonvakka a généralement lieu courant mai et ces célébrations marquent le début de la saison agricole. Les rites accomplis lors de cette fête visent à améliorer la fertilité de la nature et la qualité des moissons futures. Un feu sacré est allumé au début de la cérémonie, accompagné de chants rituels, suivi d’un grand festin.
La Fête de l’Ours, ou Jour de l’Ours, a une signification particulière pour les membres de Karhun Kansa. L’ours, en tant qu’ancêtre sacré, est invité au festin, et de nombreux rites sont accomplis, tant pour le vénérer que pour s’assurer de sa générosité et de sa coopération futures.

## Autres cérémonies
Karhun Kansa a officiellement le droit d’officier des cérémonies matrimoniales légalement valides. 
Ces cérémonies sont effectuées selon les vœux religieux du couple en question. Baptêmes et funérailles peuvent également être menés par la communauté.

### Mariages
Au cours de l’année 2016, au moins un membre de Karhun Kansa a reçu le droit de célébrer légalement des mariages. 
Avant que le mariage en Finlande ne soit ouvert aux personnes de même sexe (1er mars 2017) , Karhun Kansa s’était déclaré prêt à marier les couples homosexuels. 
La seule condition qu’impose le Peuple de l’Ours est qu’un des deux partenaires au moins entretienne une « relation sincère et vivante avec les croyances traditionnelles finlandaises ou avec la mythologie finno-ougrienne ».

### Ressources
- Bear Ceremonialism in the Northern Hemisphere (A. Irving Hallowell, 1926)